# Jolanta Studzienna
Jolanta Studzienna (née Kosmol le 2 janvier 1977) est une ancienne joueuse de volley-ball polonaise désormais entraîneur. Elle mesure 1,85 m et jouait au poste de centrale. 

## Clubs
| Club                     | De        | À         |
| ------------------------ | --------- | --------- |
| MOS Wola Varsovie        |           | 1995-1996 |
| Skra Varsovie            | 1996-1997 | 2001-2002 |
| Panathinaikos Athènes    | 2002-2003 | 2003-2004 |
| OMS SH Senica            | 2004-2005 | 2004-2005 |
| Pałac Bydgoszcz          | 2005-2006 | 2005-2006 |
| Bielsko-Biała            | 2006-2007 | 2010-2011 |
| LTS Legionovia Legionowo | 2011-2012 | 2011-2012 |

## Palmarès
- Championnat de Slovaquie
  - Vainqueur : 2005.
- Championnat de Pologne
  - Vainqueur : 2010
  - Finaliste : 2002, 2009.
- Coupe de Pologne
  - Vainqueur :  2009.
- Supercoupe de Pologne
  - Vainqueur : 2005, 2006.